# Tortura psicológica
Agressão psicológica é um tipo de agressão que visa primeiramente afetar o indivíduo psicologicamente, ficando a violência física em segundo plano. É uma violência que ocorre sempre em uma relação desigual de poder, em que o agente exerce autoridade sobre a vítima, sujeitando-a a aplicação de maus tratos mentais e psicológicos de forma contínua e intencional.
A forma como é feita a tortura psicológica não provoca dor física em nenhum momento, mas a humilhação. O estresse e angústia causados podem deixar cicatrizes psicológicas permanentes.
Pessoas que sofrem a tortura psicológica muitas vezes precisam de tratamento para poder superar o trauma. Caso não seja tratado de forma adequada, pode levar ao suicídio ou afastamento da sociedade.

## Tortura psicológica em prisioneiros
São utilizadas técnicas "no touch" (sem toque), que não provocam dor física nem sinais físicos aparentes de que a tortura foi realizada. Situações são criadas para provocar o enfraquecimento psicológico do preso e quebrar o seu caráter. Isolamento, privação das necessidades fisiológicas básicas, como comer, beber e o sono. Exposição forçada da nudez, cobrir com fezes ou urina o rosto e o corpo do prisioneiro. Privação ou confusão sensorial. Forçar a ficar em uma só posição por longos períodos. Ameaças de aplicação de dor física. Para um preso, é muito pior temer que a dor aconteça do que realmente experimentá-la.

## Tortura psicológica das pessoas em liberdade
Se a pessoa estiver em liberdade, o Escritório do Alto-comissário das Nações Unidas para os Direitos Humanos listas de 15 técnicas de assédio em grupo contra um indivíduo-alvo,  ao qual podem ser aplicadas diversas formas de reserva mental: a negação plausível, a ignorância deliberada pode ser aplicada primeiro se necessário, culminando em neutralização da culpa ou culpabilização da vítima:
- 1 Vigilância Dirigida
- 2 Estabelecimento de perfis de fraquezas e inseguranças/técnicas de pressão (Opposition research e agente adormecido)
- 3 Condicionamento para certos estímulos
- 4 Cultura do medo, intimidação, gerar confusão,
- 5 Assédio
- 6 esboçoes dirigido que destacam elementos da situação pessoal da vítima.
- 7 Usando altifalante direcional (voz para caveira/Voice to skull)
- 8 Utilização de efeitos visuais deslumbrantes
- 9 Utilização do ruído como disruptor
- 10 privação de sono
- 11 Provocação e armadilha (Agente provocador e Kompromat)
- 12 Gaslighting
- 13 Violação de domicílio/bens para modificar o ambiente da vítima.
- 14 Publicidade, desinformação, difamação e descrédito. (Investigação ruidosa)
- 15 Assassinato de reputação (campanha negativa)

## Tortura psicológica e emocional contra a mulher
Neste caso, a relação de poder é o sexismo contra a mulher (machismo), enfim a posição da mulher de inferioridade em relação ao homem. A situação de autoridade do homem e submissão da mulher e, consequentemente a caracterização da violência contra a mulher como tortura.
A violência contra o gênero feminino ocorre com frequência no ambiente intrafamiliar ou doméstico e no ambiente do trabalho
A tortura psicológica contra a mulher é considerada violência doméstica nos casos em que é perpetrada pelo seu companheiro, marido, namorado ou em qualquer relação interpessoal em que o agressor tenha convivido ou conviva no mesmo domicílio que a vítima, que se observe intensa aplicação de maus-tratos psicológicos, emocionais ou mentais de forma continuada.

## Tortura psicológica no trabalho
Aplicação constante de estímulos negativos com a intenção de abalar psicologicamente o trabalhador, fazendo-o se sentir incompetente e/ou ameaças no ambiente de trabalho. Marginalização, impedir o trabalhador de fazer seu trabalho.

## Tortura psicológica na escola
Forçar a vítima ao isolamento social, por meio de técnicas como espalhar comentários, recusa em se socializar com a vítima, intimidar outras pessoas que desejam se socializar com a vítima, ridicularizar o modo de vestir ou outros aspectos socialmente significativos (incluindo a etnia da vítima, religião, incapacidades etc). Esta é um tipo de agressão indireta, que é caracterizada por um comportamento que visa causar prejuízo às relações sociais de um indivíduo ou grupo.  